# نائب رئيس البعثة
نائب رئيس البعثة، هو الدبلوماسي الثاني المخصص لسفارة أو بعثة دبلوماسية. وعادة ما يعتبر الثاني في القيادة بعد رئيس البعثة (عادة السفير). يعمل النائل كقائم بالأعمال (أي بصفته رئيس البعثة بالإنابة) عندما يكون الرئيس الفخري للبعثة خارج البلد المضيف أو عندما يكون المنصب شاغرًا.
يعمل النائب عادةً كمستشار رئيسي لرئيس البعثة وكذلك رئيس الأركان، وهو مسؤول عن الإدارة اليومية للمنصب. يشرف النائب على رؤساء الأقسام (السياسية، الاقتصادية، الشؤون العامة، الإدارة، القنصلية) في السفارة، يعمل أيضًا كأمين مظالم بحكم الواقع، يستجيب لمخاوف الموظفين وقضايا جودة الحياة. عمل معظم السفراء المهنيين كنواب قبل تعيينهم كرؤساء للبعثة.
في الظروف التي لا يكون فيها السفير دبلوماسيًا محترفًا (مثل سفير الولايات المتحدة في المملكة المتحدة، والذي كان في كثير من الأحيان جامع تبرعات سياسيًا لرئيس الولايات المتحدة)، قد يزداد دور النائب، مع شغل دبلوماسي كبير هذا المنصب.